# Stary Cykarzew (przystanek kolejowy)
Cykarzew Stary (do 2024 r. Cykarzew Stary) – przystanek kolejowy w Starym Cykarzewie (powiat częstochowski).

## Połączenia
- Zduńska Wola
- Chorzew Siemkowice
- Częstochowa